# ماثيو يونغ
ماثيو يونغ (بالإنجليزية: Matthew Young)‏ (17 يوليو 1981 في أستراليا - ) هو لاعب كرة طائرة أسترالي في مركز وسط ‏. شارك في الألعاب الأولمبية الصيفية 2004.

## وصلات خارجية
- ماثيو يونغ على موقع اللجنة الأولمبية الدولية (الإنجليزية)
- ماثيو يونغ على موقع أوليمبيديا (الإنجليزية)
- ماثيو يونغ على موقع اللجنة الأولمبية الأسترالية (الإنجليزية)